# 1992 UD2
1992 UD2 är en asteroid i huvudbältet som upptäcktes den 25 oktober 1992 av de båda japanska astronomerna Takeshi Urata och Akira Natori vid Nachi-Katsuura-observatoriet.
Asteroiden har en diameter på ungefär 3 kilometer.